# Il padrone della folgore
Il padrone della folgore (Le Maître de la foundre) è un film muto del 1916 diretto da Louis Feuillade. È l'ottavo episodio del serial I vampiri, uscito nel maggio 1916.

## Trama
Dopo la cattura di Moreno e di Irma Vep, quest'ultima viene condannata alla colonia penale in Algeria. Il giorno della partenza, Guérande e Mazamette la informano che Moreno è stato condannato alla ghigliottina e che l'esecuzione ha avuto luogo quella mattina.
A Port Vendrés, dove devono imbarcarsi le condannate, giunge padre Joachim. Il prete fornisce assistenza spirituale a quello povere donne, ma Irma riconosce in lui Satanas. Il messaggio del Grande Vampiro è chiaro: farà saltare per aria la nave e avverte Irma dell'esplosione. A Parigi, Guérande riceve la notizia dell'affondamento dell'imbarcazione: nessun superstite.
Da Mazamette, intanto, arriva il piccolo Eustache, suo figlio, espulso dal collegio. I due Mazamette si mettono subito a lavorare in coppia: travestiti da straccivendoli, vanno in giro a indagare. Capitano sul luogo di un trasloco a Montmartre. Eustache nota una pesantissima borsa: incuriositi dal peso, i due la aprono, scoprendovi dentro un obice.
Satanas, per vendicare la morte di Irma Vep, condanna a morte Guérande. Si reca da lui, lo paralizza con il suo ago velenoso e gli annuncia che entro cinque minuti la casa salterà per aria. Poi, si volatilizza. Ma, fuggendo, viene visto da Mazamette che si precipita in casa e trova la bomba nascosta in un cilindro. Prende allora il cappello e lo butta dalla finestra nel giardino vicino giusto in tempo per evitare che la casa venga distrutta. Poi, spiega al giornalista che lui sa dove trovare i Vampiri: l'indirizzo è quello del proprietario dell'obice, Dupont-Verdier.
Mentre Guérande mette sull'avviso la polizia, i due Mazamette si introducono in casa Dupont-Verdier. Eustache spara addirittura a Satanas, colpendo però per sbaglio il padre, nascosto in una cassapanca. Arrivano i poliziotti che arrestano il Grande Vampiro. Mazamette si lamenta della ferita, per fortuna leggera.

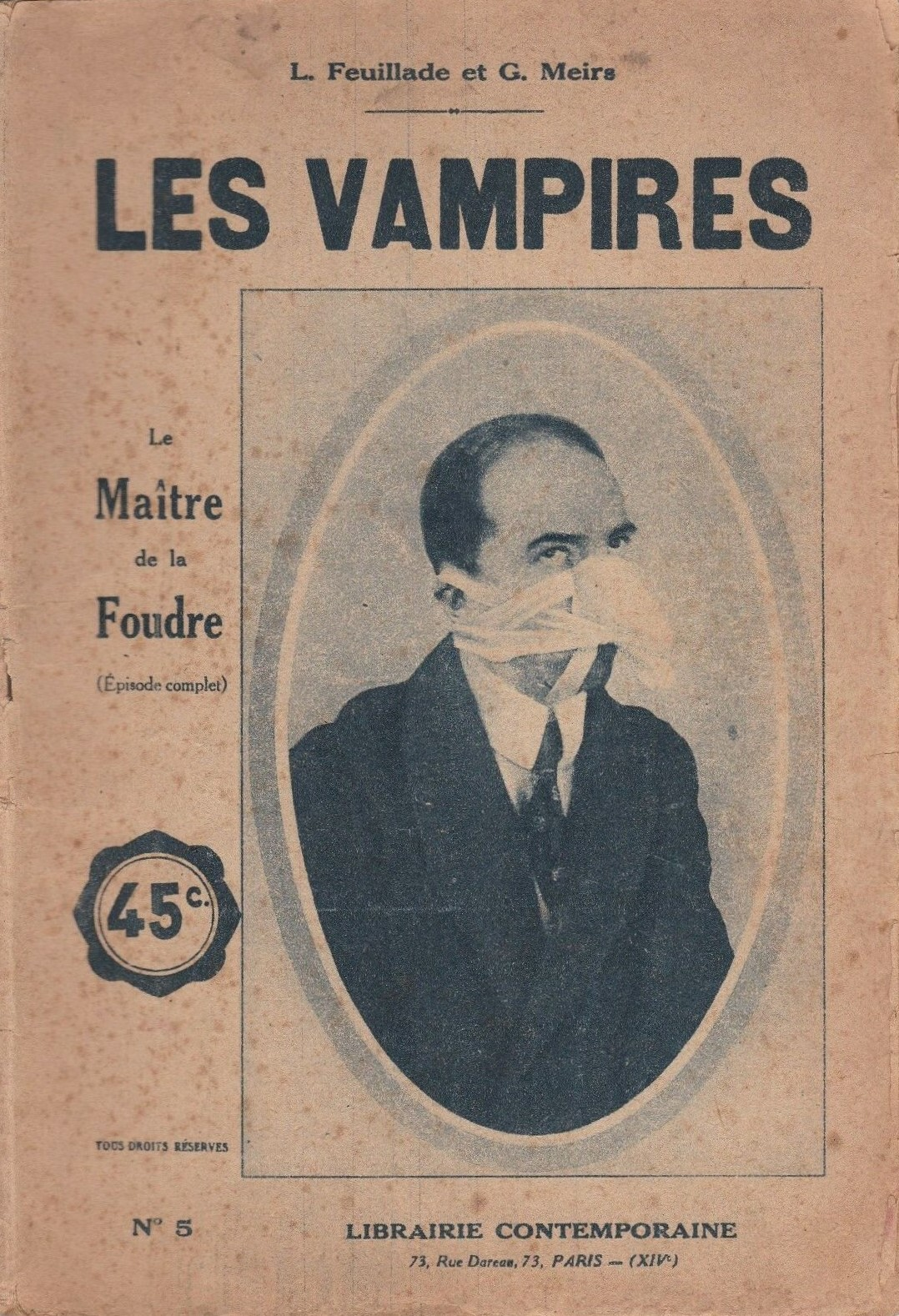
Copertina del racconto Le Maître de la foundre (dal film)

Intanto, Irma Vep, sfuggita al naufragio, tenta di rientrare a Parigi. Stracciata e senza forze, viene soccorsa dai ferrovieri di una stazioncina di provincia cui lei racconta una lacrimevole storia per giustificare il suo stato. Commossi, questi fanno una colletta cui partecipano anche i poliziotti per procurarle qualche soldo. Irma può così ritornare a casa, al cabaret dove lavorava come cantante e che è la base dei Vampiri.
Qui, giunge la notizia dell'arresto di Satanas. Questi, però, aveva lasciato delle istruzioni che i Vampiri eseguono. Spediscono alla prigione una lettera che viene controllata dal direttore. Sembrandogli innocua, la inoltra al prigioniero. Ma la carta è avvelenata: Satanas la ingerisce e stramazza morto.

## Produzione
Il film fu prodotto dalla Société des Etablissements L. Gaumont. Esterni del film: vie di Parigi con carrozze, stazione e treni in campagna, nave sul mare, scalinata di Montmartre, esterni di palazzi con automobili, cassette della posta.

## Distribuzione
Distribuito dalla Société des Etablissements L. Gaumont, il film uscì in sala il 12 maggio 1916.

### Episodi del serial
1. I vampiri (La Tête coupée) 33 min. Uscita il 13 novembre 1915
2. I vampiri (La Bague qui tue) 15 min. Uscita il 13 novembre 1915
3. Il crittogramma rosso (Le Cryptogramme rouge) 42 min. Uscita il 4 dicembre 1915
4. Lo spettro (Le Spectre) 32 min. Uscita il 7 gennaio 1916
5. L'evasione del morto (L'Evasion du mort) 37 min. Uscita il 28 gennaio 1916
6. Mazamette milionario (Les Yeux qui fascinent) 58 min. Uscita il 24 marzo 1916
7. Satana (Satanas) 46 min. Uscita il 15 aprile 1916
8. Il padrone della folgore (Le Maître de la foundre) 55 min. Uscita il 12 maggio 1916
9. L'uomo dai veleni (L'Homme des poisons) 53 min. Uscita il 2 giugno 1916
10. Nozze di sangue (Les Noces sanglantes) 60 min. Uscita il 30 giugno 1916

## Censura
Per la versione da distribuire in Italia, la censura italiana soppresse le seguenti scene:
- Nella parte 1ª sostituire le parole: "... simula un'estorsione" con le altre: "... simula una distorsione".
- Nella parte 4ª non si deve comprendere che l'esplosivo nascosto nel cappello a cilindro, è una macchina infernale regolata con un sistema ad orologeria.[2]